# Red Right Hand
Red Right Hand è un singolo discografico del gruppo musicale australiano Nick Cave and the Bad Seeds, pubblicato nel 1994 ed estratto dal loro ottavo album in studio Let Love In.

## Tracce
- CD

1. Red Right Hand
2. That's What Jazz Is to Me
3. Where the Action Is

## Formazione
- Nick Cave – voce, organo, oscillatore
- Blixa Bargeld – chitarra
- Martyn P. Casey – basso
- Mick Harvey – chitarra, bells, shaker
- Thomas Wydler – batteria, timpani, mokugyo